# Шпагин, Александр Владимирович
Алекса́ндр Владими́рович Шпа́гин (род. 13 декабря 1969, Москва, СССР) — советский и российский кинокритик и историк кино.

## Биография
Александр Шпагин окончил киноведческий факультет Всероссийского государственного института кинематографии (1993, мастерская Евгения Громова, Марата Власова, Армена Медведева). Ещё в студенческие годы он работал критиком в журнале «Советский экран». Кинокритик Виктор Дёмин в своей статье «Разгневанный молодой человек», опубликованной в журнале «Советский экран» (№ 17, 1990) писал, что Шпагин «увлечённо доказывает читателям, что жюри неправильно отнеслось к неправильно поставленному сценарию», отметив его «дерзкую уверенность в себе» и «убеждённую независимость мысли».
По окончании института работал научным сотрудником Научно-исследовательского института киноискусства и редактором журнала «Стас» (1993—1996). Работал руководителем отдела российского кинопоказа телеканала REN TV, где вёл программу «Премьера, которой не было» (1996—1998). В интервью Нине Цыркун, опубликованном в журнале «Искусство кино» (№ 2, 1998), Шпагин рассказал, что идея у него возникла ещё в 1994 году и была реализована после того как узнал, что режиссёр Виталий Манский, с которым он дружил, планирует запустить телепрограмму.
Вначале просто показывали фильмы без «гарнира», а потом мы решили, что зрителя как-то надо настраивать. <…> Я даю некий микросюжет, не фабульный, а, так сказать, смысловой, чтобы настроить зрителя на то, что он должен увидеть и оценить в фильме. Задача в том, чтобы не просто привлечь его внимание какими-то аттракционами, а именно создать определенное состояние, вырвав зрителя из сегодняшней реальности и погрузив в течение времени фильма.Александр Шпагин, из интервью Нине Цыркун
Кинокритик Дмитрий Савельев в своей биографической статье об Александре Шпагине на страницах семитомного издания «Новейшей истории отечественного кино. 1986—2000» писал: «Мысленно огородив территорию для археологических изысканий — „неизвестное“ советское кино шестидесятых годов с примыкающими к ним поздними пятидесятыми и ранними семидесятыми, он [Александр Шпагин] принялся бурить почву с жарким азартом и добурился до титула уникального специалиста в своей области. <…> Давно забытых режиссёрами и зрителями актёров знает наперечёт».

## Общественная позиция
2 марта 2022 года Александр Шпагин вместе с другими кинокритиками подписал письменное обращение Гильдии киноведов и кинокритиков России «Против военной агрессии России в Украине».